# Merz gegen Merz
Merz gegen Merz ist eine deutsche Comedy-Fernsehserie, die von 2019 bis 2021 in drei Staffeln im ZDF ausgestrahlt wurde. Das Format entstand nach einer Idee des Stromberg-Autors Ralf Husmann, der als Hauptautor fungierte und zu vielen Folgen das Drehbuch beisteuerte, und handelt von dem Ehepaar Anne und Erik Merz, das zu Beginn der Serie beschließt, sich zu trennen. Die Hauptrollen übernahmen Annette Frier und Christoph Maria Herbst. Im September 2023 wurde die Serie mit dem Fernsehfilm Merz gegen Merz – Hochzeiten fortgesetzt und im August 2024 mit dem Fernsehfilm Merz gegen Merz – Geheimnisse.

## Handlung
Anne und Erik Merz sind seit Jahren verheiratet, als sie an Annes Geburtstag feststellen, dass sie sich eigentlich nicht mehr lieben, sondern nur noch den Alltagstrott ertragen. Sie beschließen, sich zu trennen, jedoch stellt sich dies als gar nicht so leicht heraus. Denn nicht nur das gemeinsame Haus oder der pubertierende Sohn stellen das Paar vor Herausforderungen, sondern auch die Firma von Annes Eltern, in der Erik eine führende Position innehat und in der Anne ebenfalls arbeitet. Als bei Annes Vater Ludwig kurz nach der Trennung Demenz diagnostiziert wird, will dieser nicht auf Erik in der Firma verzichten. Anne will nicht, dass Erik allein das Sagen im Unternehmen hat, und fordert mehr Verantwortung. Während Anne und Erik sich privat räumlich trennen, müssen sie in der Firma verstärkt gemeinsam auftreten. Ihr Sohn hat sich unterdessen verliebt und versucht seine Freundin durch Aktionen wie einen Diebstahl zu beeindrucken.

## Hintergrund
Die Serie wurde bereits vor Ausstrahlung um eine zweite Staffel verlängert. Drehbeginn war im Oktober 2019. Die Ausstrahlung der zweiten Staffel begann am 9. April 2020. Im Frühjahr 2021 entstand eine dritte Staffel, die im Dezember 2021 veröffentlicht wurde. Im Dezember 2021 bestätigte das ZDF, dass es keine Fortsetzung der Serie geben werde. Im März 2023 wurde bekannt, dass es doch eine Rückkehr in Form eines 90-minütigen Fernsehfilms geben würde. Die Ausstrahlung erfolgte am 28. September 2023 unter dem Titel Merz gegen Merz – Hochzeiten. Im April 2024 begannen unter dem Titel Merz gegen Merz – Geheimnisse die Dreharbeiten zu einem weiteren Spielfilm der Reihe, der am 17. August 2024 veröffentlicht wurde.

## Ausstrahlung
Die Serie wurde bereits am Ausstrahlungstermin der ersten Episode vollständig in der Mediathek des ZDF online gestellt. Die Folgen wurden seit dem 18. April 2019 im linearen Fernsehen des ZDF über das Osterwochenende ausgestrahlt. Die zweite Staffel wurde ab dem 9. April 2020 erneut über Ostern gesendet und gleichzeitig in der Mediathek veröffentlicht. Am 22. Dezember 2021 wurde die komplette dritte Staffel in der Mediathek des ZDF veröffentlicht. Am 29. und 30. Dezember 2021 wurden jeweils linear um 22:15 Uhr vier Episoden am Stück ausgestrahlt. Mit den acht Folgen der dritten Staffel wurde die Serie abgeschlossen.

## Episodenliste

### Staffel 1
| Nr. (ges.) | Nr. (St.) | Originaltitel              | Erstausstrahlung D | Regie             | Drehbuch         |
| ---------- | --------- | -------------------------- | ------------------ | ----------------- | ---------------- |
| 1          | 1         | Hoch soll'n sie leben      | 18. Apr. 2019      | Jan Markus Linhof | Ralf Husmann     |
| 2          | 2         | Alles neu – alles anders   | 18. Apr. 2019      | Jan Markus Linhof | Ralf Husmann     |
| 3          | 3         | Jeder ist ersetzbar        | 20. Apr. 2019      | Felix Stienz      | Ralf Husmann     |
| 4          | 4         | Der Pärchenabend           | 20. Apr. 2019      | Felix Stienz      | Ralf Husmann     |
| 5          | 5         | Unsterblich wie wir        | 21. Apr. 2019      | Jan Markus Linhof | Sonja Schönemann |
| 6          | 6         | Date mit der Vergangenheit | 21. Apr. 2019      | Jan Markus Linhof | Christian Martin |
| 7          | 7         | Rein körperlich            | 22. Apr. 2019      | Felix Stienz      | Sonja Schönemann |
| 8          | 8         | Alles auf Anfang           | 22. Apr. 2019      | Felix Stienz      | Ralf Husmann     |

### Staffel 2
| Nr. (ges.) | Nr. (St.) | Originaltitel           | Erstausstrahlung D | Regie        | Drehbuch       |
| ---------- | --------- | ----------------------- | ------------------ | ------------ | -------------- |
| 9          | 1         | Der Vertrag             | 9. Apr. 2020       | Felix Stienz | Ralf Husmann   |
| 10         | 2         | Finnisch                | 9. Apr. 2020       | Felix Stienz | Ralf Husmann   |
| 11         | 3         | All you need is love    | 11. Apr. 2020      | Felix Stienz | Ralf Husmann   |
| 12         | 4         | Jeder mit jedem         | 11. Apr. 2020      | Felix Stienz | Ralf Husmann   |
| 13         | 5         | Auszeiten               | 12. Apr. 2020      | Felix Stienz | Anneke Janssen |
| 14         | 6         | Auf eigenen Füßen       | 12. Apr. 2020      | Felix Stienz | Ralf Husmann   |
| 15         | 7         | Nichts als die Wahrheit | 13. Apr. 2020      | Felix Stienz | Ralf Husmann   |
| 16         | 8         | Schlussstriche          | 13. Apr. 2020      | Felix Stienz | Ralf Husmann   |

### Staffel 3
| Nr. (ges.) | Nr. (St.) | Originaltitel              | Erstausstrahlung D | Regie        | Drehbuch     |
| ---------- | --------- | -------------------------- | ------------------ | ------------ | ------------ |
| 17         | 1         | Soraya                     | 29. Dez. 2021      | Felix Stienz | Ralf Husmann |
| 18         | 2         | Glückskekse                | 29. Dez. 2021      | Felix Stienz | Ralf Husmann |
| 19         | 3         | Erinnern und Vergessen     | 29. Dez. 2021      | Felix Stienz | Ralf Husmann |
| 20         | 4         | Ein paar Paare             | 29. Dez. 2021      | Felix Stienz | Ralf Husmann |
| 21         | 5         | Weiter, immer weiter       | 30. Dez. 2021      | Felix Stienz | Ralf Husmann |
| 22         | 6         | Dein Haus, mein Haus       | 30. Dez. 2021      | Felix Stienz | Ralf Husmann |
| 23         | 7         | Nett ist auch keine Lösung | 30. Dez. 2021      | Felix Stienz | Ralf Husmann |
| 24         | 8         | Jeder für sich             | 30. Dez. 2021      | Felix Stienz | Ralf Husmann |

### Spielfilme
| Nr. (ges.) | Nr. (St.) | Originaltitel | Erstausstrahlung D | Regie        | Drehbuch     |
| ---------- | --------- | ------------- | ------------------ | ------------ | ------------ |
| 25         | 1         | Hochzeiten    | 7. Sep. 2023       | Felix Stienz | Ralf Husmann |
| 26         | 2         | Geheimnisse   | 16. Aug. 2024      | Felix Stienz | Ralf Husmann |

## Kritik
Merz gegen Merz erhielt bereits vor der Veröffentlichung überwiegend positive Kritiken und wurde auch von Seiten des ZDF positiv aufgenommen, wodurch es bereits vor Ausstrahlung zur Bestellung einer weiteren Staffel kam.
Das Internetportal DWDL.de bezeichnet die Serie als „den definitiv vielversprechendsten Comedyserien-Neustart des ZDF seit langer Zeit“ und empfindet die Serie als „Empfehlenswert – auch und gerade für Ehepaare“.
Zur zweiten Staffel schreibt quotenmeter.de: „Ralf Husmann […] wirft auf diese Situation seinen typischen Ralf-Husmann-Blick: satirisch, überspitzt, mit feingeschliffenen, pointenreichen Dialogen, und gleichzeitig – wenn er will – auch wunderbar warmherzig und mit tiefer Sympathie für seine Figuren. Dabei findet diese Serie auch in ihrer zweiten Staffel wieder meisterhaft das Komische in der Tragik […] Mit kaum jemandem macht man acht Folgen lang so gerne ein emotionales Auf und Ab mit wie mit Familie Merz im ZDF.“